# Quy tắc Foster

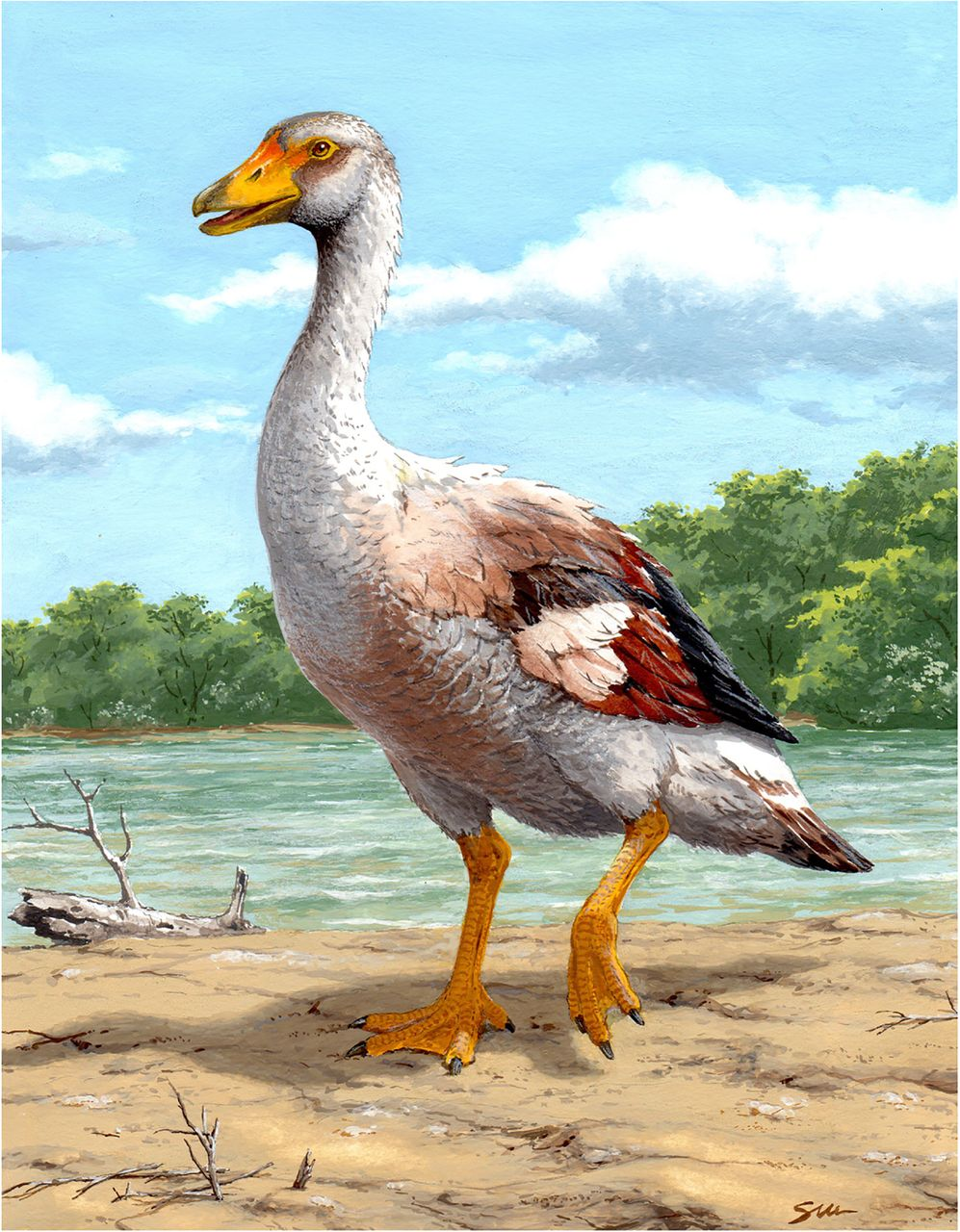
Garganornis ballmanni, một loài ngỗng hóa thạch rất to lớn từ quần đảo Gargano và Scontrone ở Miocen muộn.

Quy tắc Foster, còn được gọi là quy tắc đảo hoặc hiệu ứng đảo, là một quy tắc sinh học, sinh địa lý học trong sinh học tiến hóa phát biểu rằng các thành viên của một loài nhỏ hơn hoặc lớn hơn tùy thuộc vào tài nguyên có sẵn trong môi trường. Ví dụ, người ta biết rằng voi ma mút lùn đã tiến hóa từ voi ma mút thông thường trên các đảo nhỏ. Các con đường tiến hóa tương tự đã được quan sát thấy ở voi, hà mã, trăn Nam Mỹ, lười (chẳng hạn như lười ba ngón lùn), hươu (như hươu Florida) và người.
Quy tắc này được J. Bristol Foster phát biểu lần đầu tiên vào năm 1964. Trong đó, ông đã so sánh 116 loài trên đảo với các chủng đại lục của chúng. Ông đề xuất rằng một số sinh vật trên đảo phát triển thành phiên bản lớn hơn của chính chúng (insular gigantism) trong khi những loài khác trở thành phiên bản nhỏ hơn của chính chúng (insular dwarfism). Ông đề xuất một lời giải thích đơn giản rằng các sinh vật nhỏ bé hơn sẽ trở thành to lớn hơn khi áp lực săn mồi được giảm bớt do không có một số động vật săn mồi ở đại lục và các sinh vật to lớn hơn trở thành nhỏ bé hơn khi nguồn thức ăn bị hạn chế do hạn chế về diện tích đất.
Ý tưởng đã được Robert MacArthur và Edward O. Wilson mở rộng trong The Theory of Island Biogeography. Năm 1978, Ted J. Case đã công bố một bài báo dài hơn về chủ đề này trên tạp chí Ecology.
Hơn nữa, đã có nghiên cứu vào năm 2019 cho thấy quy tắc Foster có thể áp dụng cho thực vật.